# LÉ Orla (P41)
Pour les articles homonymes, voir Orla (homonymie).
L’Orla ou LÉ Orla (P41), ex-HMS Swift (P243) de la Royal Navy, est un patrouilleur de type corvette de la Marine irlandaise (Irish Naval Service). Il a comme sister-ship le LÉ Ciara (P42), ex-HMS Swallow (P242).
Il fait partie de la classe Peacock avec trois autres unités de la Marine philippine : 
- BRP Emilio Jacinto (PS-35), (ex-HMS Peacok (P239),
- BRP Apolinario Mabini (PS-36), ex-HMS Plover (P240),
- BRP Artemio Ricarte (PS-37), ex-HMS Starling (P241).

## Histoire
Il est construit en 1984 sous le nom de HMS Swift (P243) pour la Royal Navy au chantier Hall, Russel and Co. d'Aberdeen en Écosse.
Il sert d'abord à l'ancienne base HMS Tamar à Hong Kong, au sein du 6e escadron de patrouille, avant de rejoindre la Marine irlandaise en 1988.
À la fin d'août 2008 le LÉ Orla est engagé dans la baie de Broad Haven, au large de la côte du nord-ouest du comté de Mayo pour aider la police maritime de la Royal Dutch Shell sur un forage de gaz naturel du gisement de la Corrib.

## Origine du nom
Le nom Orla (en) était celui d'une princesse, nièce du roi Brian Boru. Elle aurait été assassinée par son mari vers 1090.